# Arctornis geometrica
Arctornis geometrica är en fjärilsart som beskrevs av Semper 1899. Arctornis geometrica ingår i släktet Arctornis och familjen tofsspinnare. Inga underarter finns listade i Catalogue of Life.